# Ptychadena broadleyi
Ptychadena broadleyi é uma espécie de anfíbio da família Ranidae.
É endémica do Malawi.
Os seus habitats naturais são: regiões subtropicais ou tropicais húmidas de alta altitude, savanas húmidas e áreas rochosas.
Está ameaçada por perda de habitat.